# Rogers Place
Le Rogers Place est une salle omnisports située à Edmonton dans la province d'Alberta à l'Ouest du Canada. L'aréna de 18 347 sièges au coût de 480 millions de dollars canadiens a ouvert ses portes le 10 septembre 2016. Il est le deuxième plus grand amphithéâtre de l'Alberta et aussi l’une des plus récentes salles de la Ligue nationale de hockey. Le Rogers Place a remplacé le vétuste Rexall Place qui existe depuis 1974. Les Oilers d'Edmonton et les Oil Kings d'Edmonton de la Ligue de hockey de l'Ouest sont devenus les premiers occupants du nouveau complexe.

## Événements
- Concerts de Drake et Future (Summer Sixteen Tour), 20 et 21 septembre 2016
- Concert de Lady Gaga pour son Joanne World Tour le 3 août 2017
- Concert de Coldplay pour son A Head Full of Dreams Tour le 26 septembre 2017[1].

## Galerie

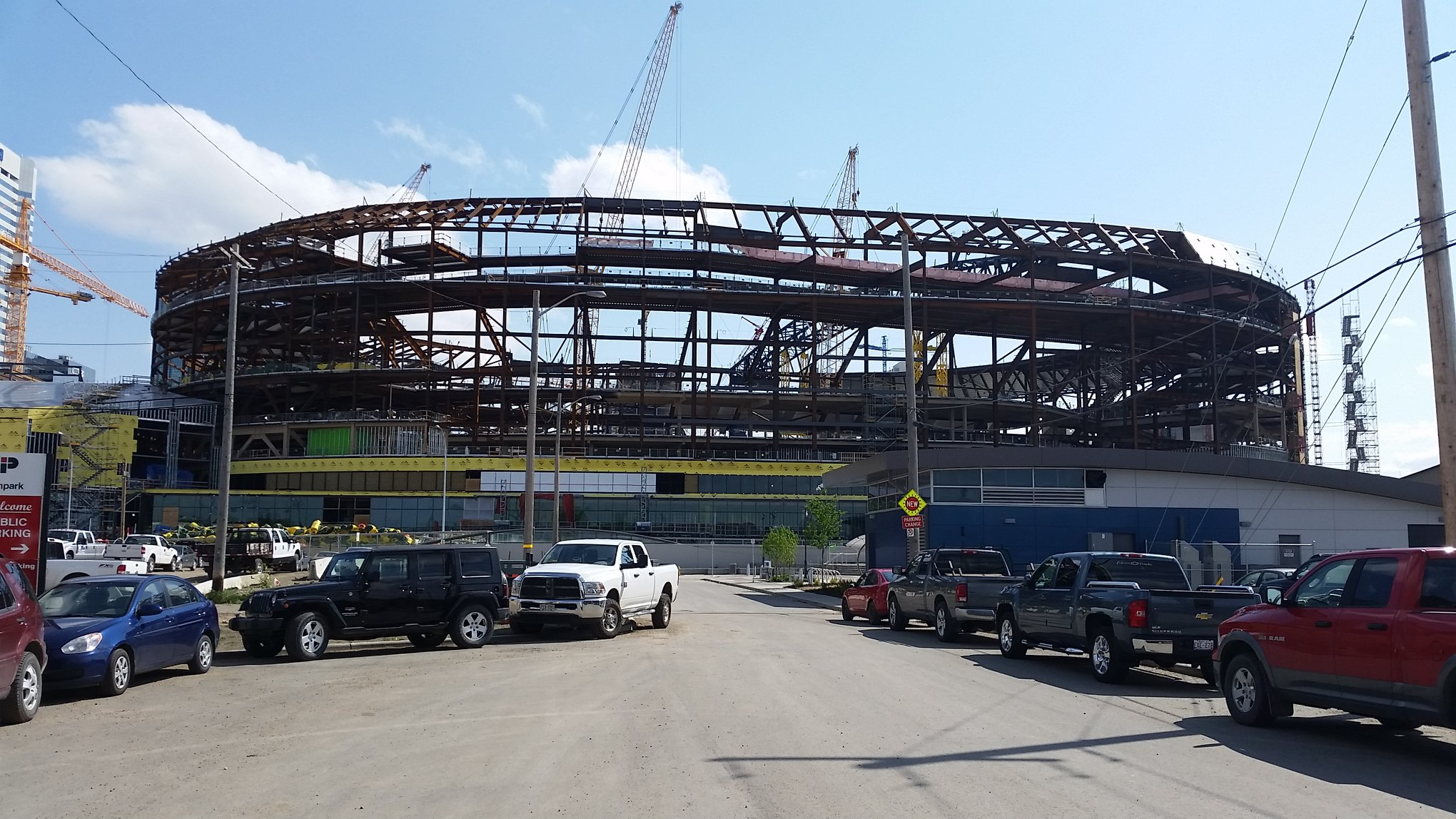
En construction (3 juin 2015)
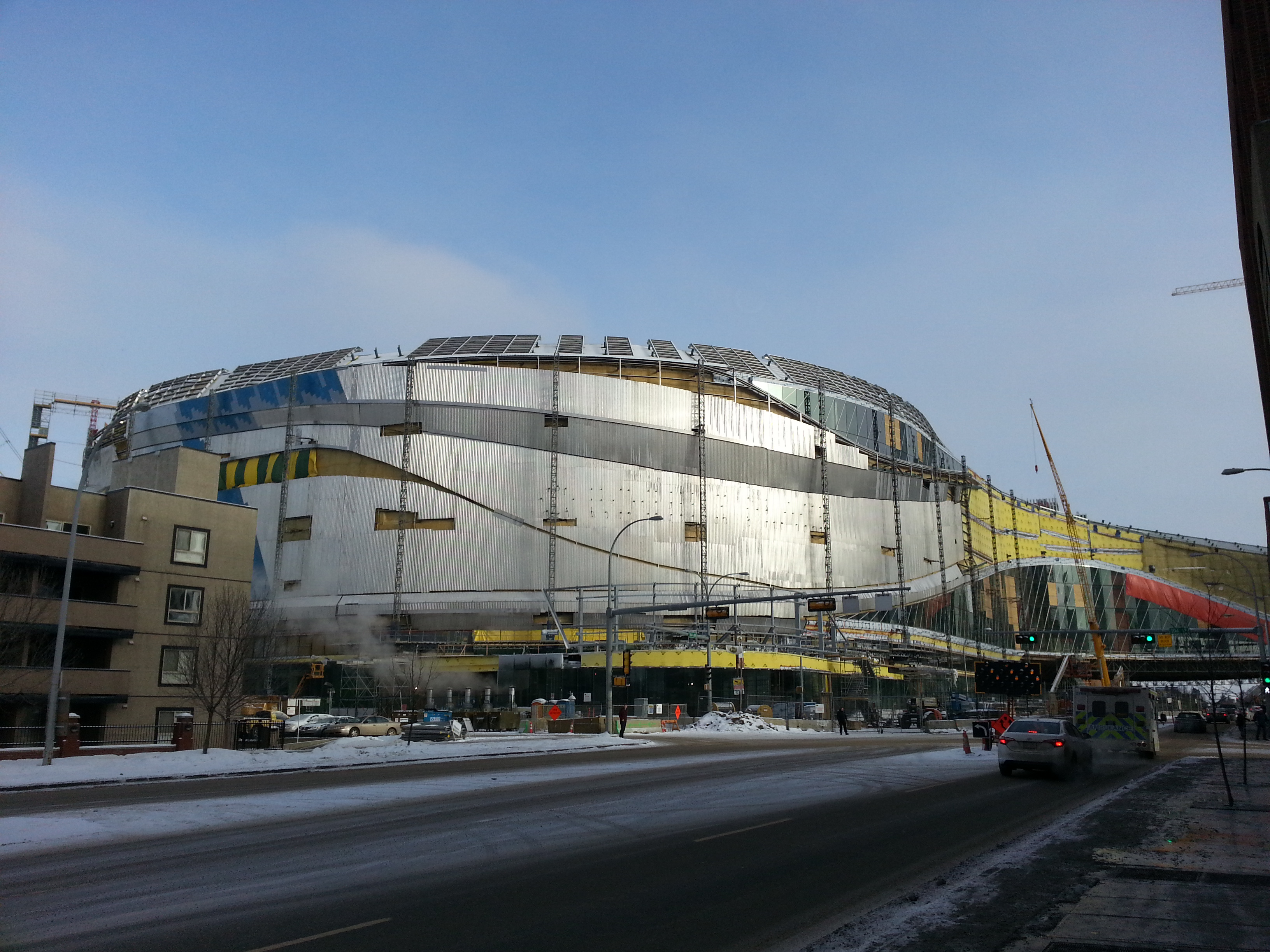
Le 16 janvier 2016
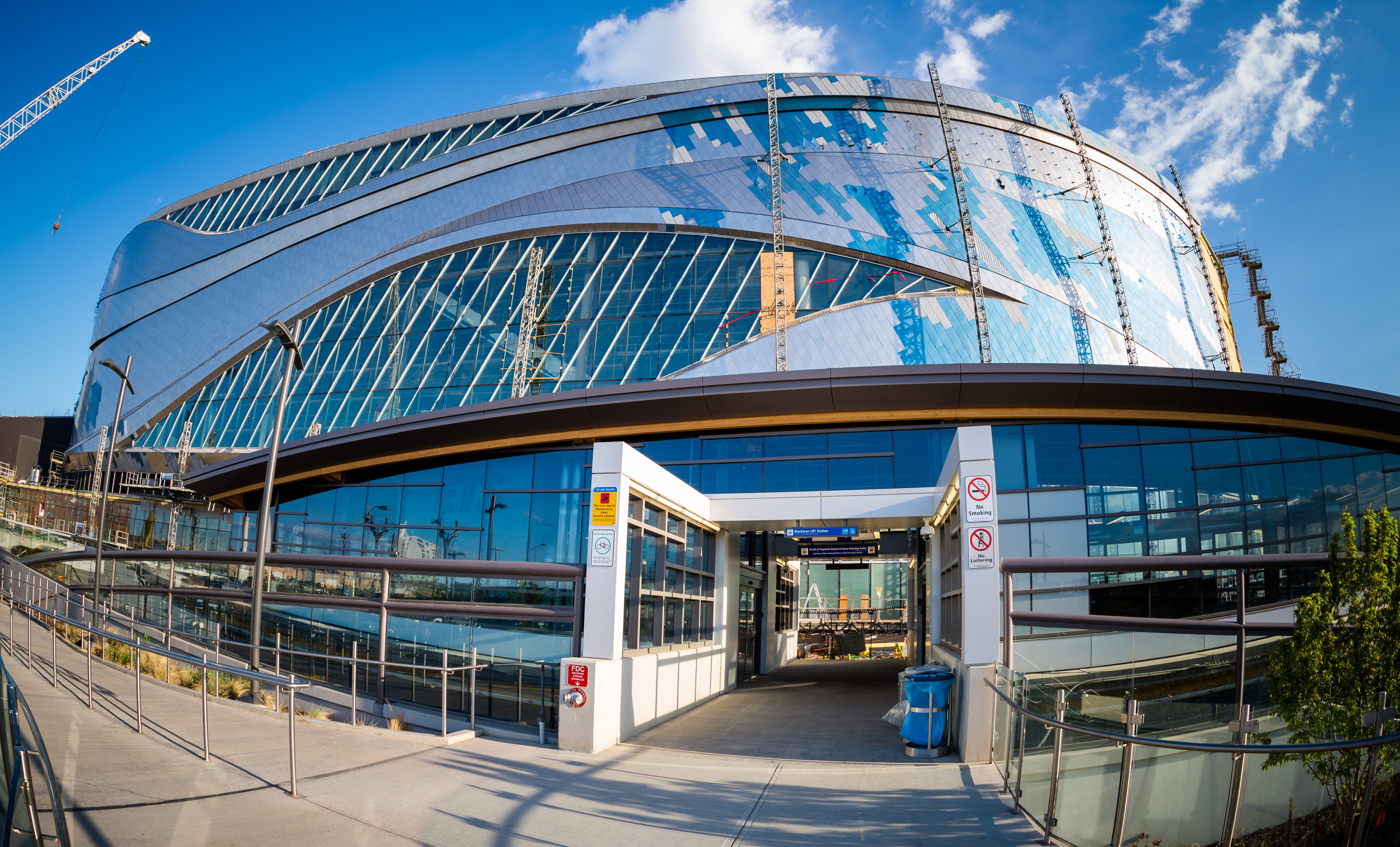
Le 10 mai 2016